# Дрихёйс, Лео
Лео Дрихёйс (нидерл. Leo Driehuys, МФА: [ˈleˑjoˑ ˈdriˌɦœys]; род. 25 марта 1932) — нидерландский гобоист и дирижёр.
Учился в Гаагской королевской консерватории как гобоист, был первым гобоем Королевского оркестра Концертгебау на протяжении года и оркестра Нидерландской оперы в течение девяти лет. В 1957—1962 гг. в Амстердаме изучал дирижирование и дебютировал как дирижёр в 1960-м, не оставляя исполнительской карьеры. Работал с различными нидерландскими оркестрами, в 1971—1974 гг. возглавлял Арнемский филармонический оркестр. В 1977—1993 гг. музыкальный руководитель Шарлоттского симфонического оркестра в США, затем возглавлял Милбрукский оркестр в городе Шефердстаун вплоть до его роспуска в 2001 году.
Как гобоист записал, в частности, концерты Йозефа Гайдна и Вольфганга Амадея Моцарта (с Венским симфоническим оркестром под управлением Б. Паумгартнера).